# Russell Kirk
Russell Kirk (19. října 1918 Plymouth, Michigan – 29. dubna 1994 Mecosta, Michigan) byl americký politický teoretik, historik, filozof, literární kritik a spisovatel, který svými názory výrazným způsobem ovlivnil americký konzervatismus ve 20. století.

## Život a dílo
Studoval na Michiganské státní univerzitě, Dukeově univerzitě a po konci druhé světové války, které se účastnil jako voják americké armády, na skotské Univerzitě v St Andrews.
V roce 1953 vyšlo jeho asi nejvýznamnější dílo The Conservative Mind (do češtiny přeloženo v roce 2000 jako Konzervativní smýšlení, překládáno občas i jako Konzervativní myšlení nebo Konzervativní mysl).
Byl pravidelným přispěvatelem časopisu National Review a v letech 1957 až 1959 byl vydavatelem čtvrtletníku Modern Age.
Je autorem přibližně 30 knih a velkého počtu novinových a časopisových článků, které byly přeloženy do řady jazyků.
Zastával názor, že každá změna by měla vycházet z tradice. Civilizovaná společnost podle něj potřebuje mít své vrstvy a třídy. Vlastnictví a svobodu považoval za neoddělitelně spjaté jevy. Ve svých dílech často obhajoval a rozvíjel názory Edmunda Burka, kupříkladu stejně jako Burke uznával užitečnost některých předsudků. Byl odpůrcem marxismu a multikulturalismu, odmítal takzvaný vývoz demokracie a stavěl se kriticky ke spojenectví konzervatismu a libertarianismu. O amerických neokonzervativcích prohlásil, že se stavějí za myšlenku „demokratického globalismu“ a mají příliš blízko k osvícenskému myšlení a evropské levici. Často zapomínají na zájmy své země a jejich chybou je přesvědčení, že hlavním městem USA je Tel Aviv.
Krátce před svou smrtí se stal členem čestné rady Občanského institutu.